# Eupolyodontes mitsukurii
Eupolyodontes mitsukurii är en ringmaskart som först beskrevs av Izuka 1904.  Eupolyodontes mitsukurii ingår i släktet Eupolyodontes och familjen Acoetidae. Inga underarter finns listade i Catalogue of Life.